# Der Wald vor lauter Bäumen
Der Wald vor lauter Bäumen ist ein deutscher Spielfilm aus dem Jahr 2003 von Regisseurin Maren Ade.

## Handlung
Die 27-jährige Lehrerin Melanie Pröschle aus der schwäbischen Provinz tritt nach dem Referendariat in Plochingen ihre erste Stelle an einer Karlsruher Realschule an. Voller Tatendrang zieht sie in die neue Stadt und möchte für frischen Wind an ihrer neuen Arbeitsstelle sorgen, was bei ihren altgedienten Kollegen auf Widerstand stößt. Nachdem sie sich erst kurz zuvor von ihrer Jugendliebe getrennt hat, versucht sie auch, sich einen neuen Freundeskreis aufzubauen, darunter ihre Nachbarin Tina, eine Boutiquebesitzerin. Immer wieder tritt Melanie ins Fettnäpfchen, zuletzt durch ungelenke "Vermittlungsbemühungen" zwischen Tina und ihrem Freund Tobias. Vor ihren Schülern kann sie sich nicht durchsetzen, selbst der Melanie anfangs gut gesinnte junge Kollege Thorsten zieht sich kopfschüttelnd zurück. So ist sie zunehmend isoliert und verzweifelt. Der Film endet damit, dass sich Melanie vom Steuer ihres Wagens auf den Rücksitz zurückzieht und so den Dingen "ihren Lauf" lässt.

## Hintergrund
Der Filmtitel spielt auf die Redewendung „den Wald vor lauter Bäumen nicht sehen“ an. Mit Der Wald vor lauter Bäumen schloss die aus Karlsruhe stammende Maren Ade ihr Studium an der Hochschule für Fernsehen und Film (HFF) in München ab. Es ist ihr erster Langfilm. Der Südwestrundfunk koproduzierte den Film im Rahmen seines Nachwuchsförderprogramms Debüt im Dritten. Die Dreharbeiten fanden vom 3. Juni bis 9. Juli 2003 in Karlsruhe und Umgebung statt. Die Premiere war am 23. Oktober 2003 bei den Internationalen Hofer Filmtagen, der deutsche Kinostart am 27. Januar 2005.

## Auszeichnungen
Der Film war für zahlreiche Preise nominiert, so für den Deutschen Filmpreis 2005 in der Kategorie „Bester Spielfilm“. Die folgenden Auszeichnungen gewann er:
- Beste Hauptdarstellerin Eva Löbau beim Buenos Aires International Festival of Independent Cinema 2005
- Golden Moon of Valencia beim Cinema Jove – Valencia International Film Festival 2005
- Jury Award beim Newport International Film Festival 2005
- Spezialpreis der Jury in der Sektion World Cinema – Dramatic beim Sundance Film Festival 2005

## Rezeption
Die Figur der Melanie Pröschle wird in mehreren Ratgebern für Lehrer als Negativbeispiel beschrieben. Epd Film schrieb, es gelinge der Regisseurin, „den Zustand der zunehmenden Verzweiflung und Verunsicherung eindringlich und authentisch nachzuzeichnen.“ Die Chicago Tribune urteilte, der Film sei „ein bewegendes, sehr intelligentes Werk, gemacht mit einem Auge für Realismus und einem Herz für die Einsamen, Beleidigten und Verletzten.“